# سالن نمایش اسب مجنون

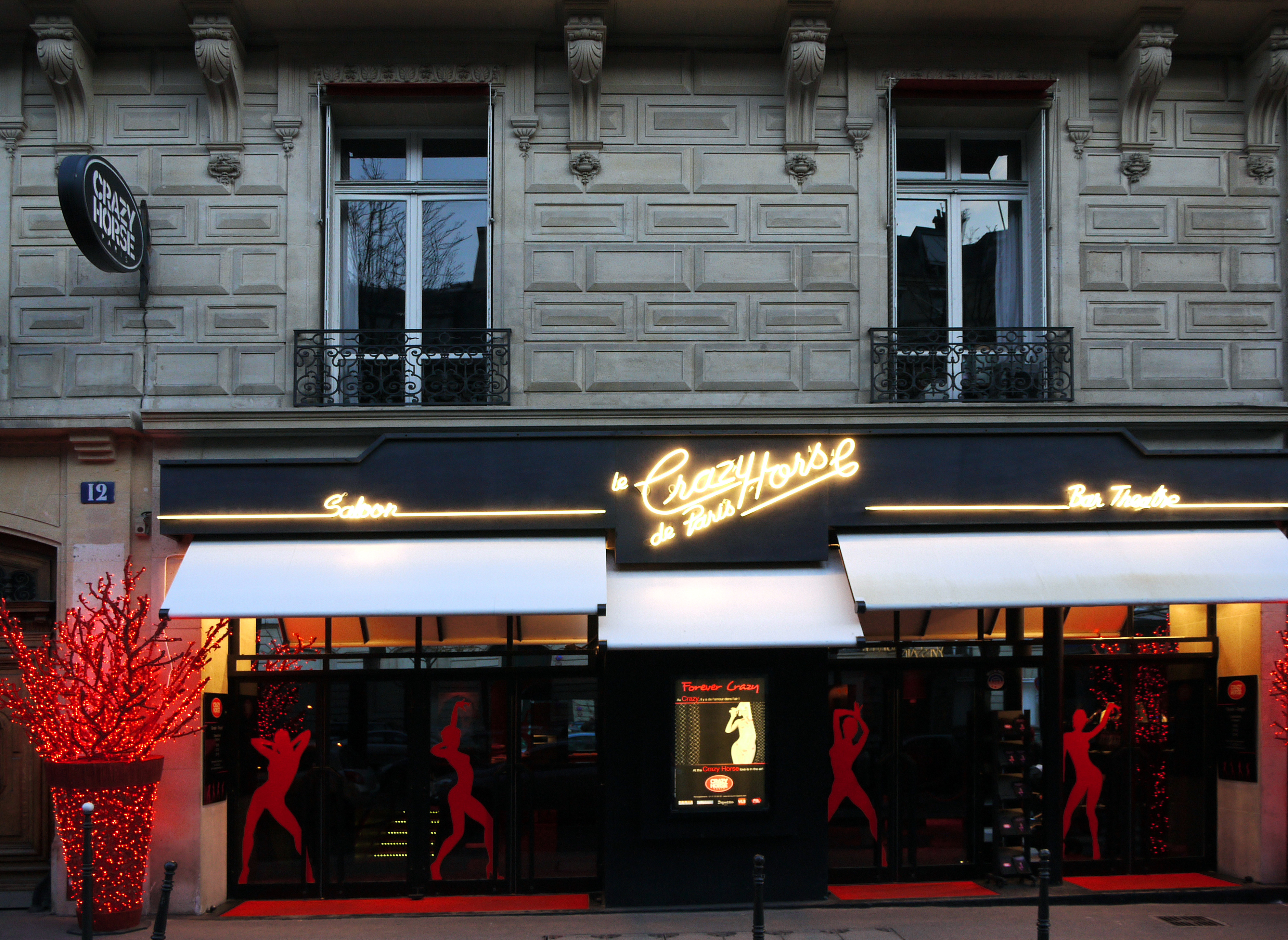
ساختمان سالن نمایش اسب مجنون

سالن نمایش اسب مجنون (به انگلیسی: Crazy Horse (cabaret))، مرکز نمایش رقص‌های شهوانی برهنه، کاباره و بورلاسک است، این کاباره توسط آلن برناردین در سال ۱۹۵۱ در خیابان جرج پنجم پاریس تأسیس شد. مالکیت کاباره تا زمان خودکشی آلن برناردین در اختیار او بود پس مرگش مالکیت کاباره به سه فرزندش رسید، آنها کاباره را در سال ۲۰۰۵ به یک بلژیکی فیلیپ لووم فروختند و همین‌طور اجازه استفاده از برند به ام‌جی‌ام گرند لاس وگاس داده شد.
تیم مدیریتی جدید از بازیگران سرشناس در اجراهای کاباره استفاده می‌کردند از جمله آن‌ها پاملا اندرسون، دیتا ون تیز، کارمن الکترا، آریل دومباسه، کنچیتا وورست می‌توان اشاره کرد. استفاده از افراد سرشناس سبب اعتصاب رقاصان برهنه کاباره برای امنیت شغلی و افزایش دستمزد شد که در نهایت کاباره با ۲۰۰۰ یورو در ماه برای آنها موافقت کرد.